# Абу Исса, Фарук
Фарук Абу Исса (араб.  فاروق أبو عيسى‎; 12 августа 1933, Вад-Медани, Эль-Гезира, Судан — 12 апреля 2020, Хартум) — суданский политический и государственный деятель, министр иностранных дел Судана (1969—1971). Председатель коалиции партий «Силы национального согласия» (NCF, Ij’maa), лидер суданской оппозиции, юрист, правозащитник.

## Биография
Родился в семье левого политика, который поддерживал мир между Суданом и Египтом. С юности занимался активной политической деятельностью. В 1950 году вступил в Коммунистическую партию Судана, позже – в Коммунистическую партию Египта.
В 1957 году окончил Александрийский университет со степенью в области права.
При президенте Джафаре Нимейри занимал пост министра иностранных дел Судана (1969—1971). После свержения Нимейри вышел из компартии, хотя и продолжал придерживаться демократических взглядов. В 1983 году был избран генеральным секретарём Союза арабских юристов и занимал эту должность до 2003 года.
В 1989 году после прихода к власти Омара аль-Башир бежал в Египет, где оставался в изгнании до 2005 года, вернулся на родину после подписания Найвашского соглашения. Был избран председателем Сил национального согласия и занимал эту должность до своей смерти в 2020 году. В 2014 году был арестован наряду с правозащитником Амином Мекки Медани и брошен в тюрьму Кобар, откуда через две с половиной недели его перевели в госпиталь из-за резко ухудшившегося состояния здоровья.